# اتحاد أرينا
اتحاد أرينا (بالإنجليزية: Etihad Arena) (كانت تُعرف في البداية باسم ياس باي أرينا أثناء الإنشاء) هي ساحة داخلية في أبو ظبي، الإمارات العربية المتحدة، تقع في منطقة جزيرة ياس المائية في جزيرة ياس. تم تصميمها من قبل أتش أو كاي (بالإنجليزية: HOK)، وتبلغ سعة المكان 18.000 ويتم تشغيله بواسطة فلاش إنترتينمينت.ويمتلك الاتحاد أرينا عدة مرافق مهيأة لاستضافة الفعاليات المتنوعة؛ مثل: الفعاليات الموسيقية والترفيهية، وعروض الكوميديا و الأفلام والعروض المسرحية

## التاريخ
في يناير 2020، تم بيع حقوق تسمية الساحة الجديدة إلى الاتحاد للطيران.
كان من المتوقع في الأصل افتتاحه في مارس 2020، وقد تأجل افتتاحه بسبب إلغاء الأحداث المرتبطة بجائحة فيروس كورونا في الإمارات العربية المتحدة. تم افتتاحه في يناير 2021، وكان أول حدث له هو يو إف سي على إيه بي سي: هولواي ضد كتار. أقامت بطولة القتال النهائي فعاليات فنون قتالية مختلطة في جزيرة ياس خلف أبواب مغلقة في ترتيب الفقاعات المعروف باسم «جزيرة القتال»؛ كان هذا أول حدث لبطولة القتال النهائي في السلسلة يكون فيه جماهير بسعة محدودة. ستعود بطولة القتال النهائي إلى اتحاد أرينا في يو إف سي 267 في 30 أكتوبر 2021.
في أكتوبر 2022، استضافت الصالة مباراتين تحضيريتين للدوري الأميركي للمحترفين بين أتلانتا هوكس وميلووكي باكس. وتُعد دورة ألعاب الدوري الأميركي للمحترفين في أبوظبي 2022 أول مباريات للدوري تقام في الإمارات العربية المتحدة والخليج العربي. في أكتوبر 2023، عادت رابطة كرة السلة الأميركية إلى الساحة لخوض مباراتين تحضيريتين للموسم الجديد بين دالاس مافريكس ومينيسوتا تيمبرولفز. في أكتوبر/تشرين الأول 2024، عادت رابطة الدوري الأميركي للمحترفين إلى الساحة لمباراتين قبل الموسم بين بوسطن سيلتيكس ودنفر ناجتس. وواجهت الرابطة انتقادات من جماعات حقوق الإنسان، التي زعمت أن الحدث يساعد الأنظمة القمعية في تلميع سجلاتها في مجال حقوق الإنسان. وحثت منظمة هيومن رايتس ووتش رابطة الدوري الأميركي للمحترفين على اتخاذ تدابير لمعالجة سجلات حقوق الإنسان في الإمارات العربية المتحدة. وحضر المباراة أيضًا مارتينا سترونج، التي استجوبت لدعمها ارتباط الدوري الأميركي للمحترفين بالإمارات العربية المتحدة، على الرغم من مخاوف حقوق الإنسان. وبدلاً من ذلك، أشاد سترونج بالدوري الأميركي للمحترفين لتوسيعه الوصول العالمي إلى كرة السلة.

## التصميم
يستوحى تصميم «الاتحاد أرينا» من التراث  الإماراتي على شكل سلال البدو التقليدية،وتضم القاعة الرئيسية في «الأرينا» فئات متنوّعة للمقاعد، بما فيها الأجنحة والمجالس المخصصة لكبار الشخصيات، وتضم «الأرينا» 17 جناحاً خاصاً ونتيجة لتصميم «الاتحاد أرينا» المرن القابل للتعديل، يمكن تعديل قاعتها الرئيسية لتوفير قاعات بمساحات مختلفة وإضافة أو بناء تصاميم معينة لاستضافة جميع أنواع الأحداث.
و قد حاز مبنى «الاتحاد أرينا» على جائزة «تصميم العام في فئة المباني المستدامة» ضمن جوائز الشرق الأوسط وشمال أفريقيا للمباني الخضراء لعام 2018 بفضل احتوائه على أحدث التقنيات المستدامة

## الأحداث البارزة
- يو إف سي على إيه بي سي: هولواي ضد كتار
- يو إف سي على إي إس بي إن: كييزا ضد ماغني
- يو إف سي 257: بورييه ضد ماكغريغور 2[14]
- بطولة العالم للسباحة: 2021[15][16]
- يو إف سي 267: بلاهوفيتش ضد تيكسيرا
- حفل توزيع جوائز آي آي إف إيه الثاني والعشرون[17]
- يو إف سي 280: أوليفيرا ضد ماخاشيف
- ديمتري بيفول ضد Gilberto Ramirez
- ديزني على الجليد
- جولة ميركوري العالمية
- حفل توزيع جوائز آي آي إف إيه الثالث والعشرون
- يو إف سي 294: ماخاشيف ضد فولكانوفسكي 2
- جولة دي إن إيه العالمية
- الأسد الملك
- ويست لايف: جولة الأحلام البرية
- جولة بنادق لا زهور 2023
- يو إف سي على إيه بي سي: ساندهاغن ضد نورمحمدوف
- يو إف سي 308: توبوريا ضد هولواي